# Petrovice u Karviné
Pour les articles homonymes, voir Petrovice.
Petrovice u Karviné (en polonais : Piotrowice koło Karwiny ; en allemand : Petrowitz bei Freistadt ) est une commune du district de Karviná, dans la région de Moravie-Silésie, en République tchèque. Sa population s'élevait à 4 945 habitants en 2024.

## Géographie
Petrovice u Karviné se trouve à la frontière avec la Pologne, à 5 km au nord de Karviná, à 23 km au nord-est d'Ostrava et à 295 km à l'est de Prague.
La commune est limitée par la Pologne (voïvodie de Silésie) au nord et à l'est, par Karviná au sud et à l'ouest, et par Dětmarovice au nord-ouest.

## Histoire
La première mention écrite de la localité date de 1305.

## Administration
La commune se sompose de quatre sections :
- Dolní Marklovice
- Petrovice u Karviné
- Prstná
- Závada

## Transports
Par la route, Petrovice u Karviné se trouve à 4 km du centre de Karviná, à 26 km d'Ostrava et à 385 km de Prague.